# Veprius rufopliosus
Veprius rufopliosus är en tvåvingeart som beskrevs av Jacques-Marie-Frangile Bigot 1892. Veprius rufopliosus ingår i släktet Veprius och familjen bromsar. Inga underarter finns listade i Catalogue of Life.